# 2009年東莞台商遇害案
2009年東莞台商遇害案是一起於2009年6月15日，發生於中國廣東省東莞市大朗鎮大井頭社區第二工業區的台資企業「展明五金製品公司」的一起台商兩死一重傷凶殺案。台商33歲另一家五金廠的業務經理林裕騰、50歲的副總邵正吉甥舅慘遭自家員工持刀刺死，另一台商賴振瑞則身受重傷後送醫。

## 起因
25歲貴州籍土家族工人劉漢黃，2008年9月在「展明五金製品公司」的工廠工作，因工作時沖床作業不慎，導致職災使其右掌截肢。東莞市政府進行工傷鑑定，要求展明應賠償5萬8000元人民幣。劉漢黃住院期間，有律師向他表示願意免費幫他打官司，但賠償金得抽成。劉漢黃出院後暫住廠內，但此後沒再幹活。
2009年1月仲裁判決雙方結束勞資契約，1月13日正式解除勞資關係，此後工廠不再發給薪資，但仍給劉漢黃在廠內吃住。劉漢黃在律師協助下，爭取到東莞一審法院裁定展明應給付16萬8000元人民幣賠償金，同時扣押約人民幣10萬元的生產設備。但工廠只願賠償人民幣9萬元，不服上訴二審法院。
劉漢黃之後經常找副總邵正吉討賠償，但都沒討到，因為劉漢黃討不到錢就經常鬧事，所以邵正吉要求所有保安不准跟他有任何接觸，也不准跟他說話。
2009年6月初，廠方新任律師認為劉漢黃已經將工廠告上法院，法院也暫扣了工廠價值10萬元的機器，至此就應完全按照法律程序來辦事。工廠就沒必要再負責員工的吃住了，可以將其勸離出廠。孰料廠方「斷糧」的舉動引發殺機。
2009年6月13日早上10時許，不願出廠的劉漢黃爬上了工廠5樓，欲逼工廠高層出來為其斷手賠償談判。劉漢黃站在5樓大聲說，如果不賠錢給他，他就從5樓跳下來。目擊者說，「他在5樓徘徊了一個多小時，員警費盡口舌才把他勸下來。」當時他下來的條件就是儘快安排他跟工廠老闆坐下來談判，儘量按照他的要求給賠付。接近中午12時，員警和大井頭管理區的幹部才將跳樓自殺的劉漢黃勸說下來。
2009年6月15日，雙方再次談判，然而等不及二審判決和不知何時出廠的劉漢黃已無心談判，慘案就此發生。

## 事件經過
2009年6月15日上午，劉漢黃與經理林裕騰、副總邵正吉、生產經理賴振瑞在該廠辦公室商談工傷賠償，因談不攏約定下午3時繼續協商。
中午12點20分許，目擊者稱，當時劉漢黃攔下準備出廠的經理林裕騰，發生激烈爭執。副總邵正吉和生產經理賴振瑞見狀，立即架走劉漢黃。不料，劉漢黃拿出預藏的彈簧刀，猛刺賴振瑞腹部和胸部，賴振瑞倒臥在工廠門口，邵正吉頸部也被畫上一刀。
受傷的邵正吉負傷後跑離廠區，但劉漢黃已殺紅眼，追逐一百多公尺後，劉漢黃將邵正吉撲倒在地，持刀刺穿邵正吉喉嚨、胸部，邵正吉當場死亡。劉漢黃又返回廠裡，向倒臥在大門口、奄奄一息的賴振瑞，在其頸部補上一刀，賴振瑞氣管、腎臟、肝胃破裂，血流如注。
林裕騰見狀，拿起棍子防衛，但林裕騰的妻子抱著兩歲的兒子出門察看，林裕騰一時分心遭劉漢黃趁機刺殺。林裕騰胸口破裂、頸動脈被割斷，當場死亡。林妻目睹丈夫被殺，情緒崩潰。
林裕騰的三弟林駿宏見狀，鞋子都沒穿，立即衝下樓，拿起鐵棒揮向劉漢黃。劉漢黃逃出廠房外，最後跌臥路邊，被林駿宏和另一名台幹制伏。

## 结果
2009年11月2日，东莞市中级人民法院对本案作出一审判决，以故意杀人罪判处被告人刘汉黄死刑緩期二年執行，剥夺政治权利终身。宣判后刘汉黄表示自己杀人是被逼而为，法院量刑过重，他将提起上诉。

## 外部連結
- 斷掌大陸工人討賠款遭拒 捅殺兩台灣高管(圖)
- 東莞工人殺3台商 喊「台灣人該死」
- 東莞台商慘案　死者林裕騰胞弟：200人袖手旁觀（页面存档备份，存于）
- 请给我死刑
- 11月2日凶手刘汉黄被判死缓（页面存档备份，存于）